# Balduin IV. Flanderský
Balduin IV. Flanderský zvaný Bradatý (francouzsky Baudouin le Barbu nebo Baudouin Belle-Barbe; 980 – 30. května 1035) byl flanderský hrabě v letech 988–1035.

## Život
Byl synem flanderského hraběte Arnulfa II. a Rozaly, dcery krále italského krále Berengara II. V době otcovy smrti byl malým chlapcem a regentkou se stala jeho babička Matylda Saská.
Během své vlády se dostal do válečného sporu s německým císařem Jindřichem II., když za podpory Lamberta z Lovaně a Reginara z Monsu z Valenciennes vyhnal markraběte Arnulfa.
| „                     | ... flanderský vévoda Balduin podnícený mládím, bohatstvím a špatnými rádci se nechal svést k válce proti králi... | “ |
| — Dětmar z Merseburku | |   |

Císař Jindřich marně obléhal v září roku 1006 Valenciennes a na místo se vrátil po řádné přípravě a svolání svých vazalů v létě roku 1007. Podařilo se mu dostat přes Šeldu a Balduin se obrátil na útěk. Posléze pokorně žádal o milost a v říjnu 1007 při slavnostním ceremoniálu v Cáchách získal říšské statky lénem. O pát let později se mu podařilo rozšířit svá panství o Zeeland, který také získal jako léno od Jindřicha II.

### Rodina
Balduin byl dvakrát ženat. Poprvé s Ogivou, dcerou hraběte Fridricha Lucemburského. Z tohoto manželství se narodil syn a dědic Balduin V. Po smrti své manželky se oženil podruhé s Eleonorou, dcerou normandského vévody Richarda II. Z druhého manželství se narodila dcera Judita, která se později provdala za Tostiga Godwinsona a po jeho smrti v roce 1066 v bitvě u Stamford Bridge se provdala podruhé za bavorského vévodu Welfa IV.